# Municipio de Xochihuehuetlán
El municipio de Xochihuehuetlán es uno de los 85 municipios que conforman el estado de Guerrero, en el sur de México. Se encuentra enclavado en la región de La Montaña del estado y su cabecera es la población de Xochihuehuetlán.

## Geografía

### Localización y extensión
El municipio de Xochihuehuetlán se localiza al nororiente del estado de Guerrero, en la región geoeconómica de La Montaña dentro de las coordenadas geográficas 17° 45′ y 17° 39′ de latitud norte y los 98° 1′ y 98° 24′ de latitud oeste respecto del meridiano de Greenwich. Cuenta con una extensión total de 191,6 kilómetros cuadrados, mismos que equivalen a un 0,30% con respecto al territorio total del estado. Sus colindancias territoriales son: al norte, con el municipio de Huamuxtitlán y en parte con el estado de Puebla; al sur y oeste también con el municipio de Huamuxtitlán y al este con los estados de Oaxaca —en particular con el municipio de Zapotitlán Lagunas— y Puebla.

### Orografía e hidrografía
La orografía del municipio se encuentra dividida por tres diferentes tipos de relieve, las zonas planas, que están en su mayoría compuestas por pequeños valles rodeados por montañas y se localizan en la zona centro y norte abarcando un total de 40% del territorio total del municipio, las zonas accidentadas, que están formadas por un conjunto de estribaciones de la Sierra de Puebla, estas se localizan al oriente y norte del municipio abarcando un 30 % respecto al territorio municipal, y las zonas semiplanas, mismas que rodean a las accidentadas mediante lomeríos con pendiente.
Los principales recursos hidrológicos que enriquecen el municipio son el río Tecoloyan, afluente del río Tlapaneco, mismo que atraviesa parte del territorio municipal de este a oeste y otros municipios vecinos como Huamuxtitlán, Olinalá, Tlapa de Comonfort, entre algunos más en la región de La Montaña, siendo este río uno de los recursos hidrológicos más importantes de dicha región.

### Climas y ecosistemas
El municipio de Xochihuehuetlán presenta en su totalidad un clima Semiseco muy cálido y cálido, el mismo que se presenta en las partes centro-oriente y noroeste del estado. Su temperatura media anual promedio va de los 22 a 26° C en todo el territorio, así como en algunos municipios vecinos y su precipitación media anual promedio es de 800 mm.
En su mayoría, el municipio está cubierto por selva baja caducifolia que se extiende en los extremos norte, noroeste y parte del sur y sureste. En la zona oriente abundan los pastizales en una pequeña porción, al igual que actividades dedicadas a la agricultura en la zona centro del municipio. Las especies animales que abundan en el territorio son la liebre, conejo, tuza, venado, ratón, tejón, armadillo, zorrillo, tarántula, culebra, iguana, gavilán, zopilote, paloma, etc.

## Demografía
Según el II Conteo de Población y Vivienda efectuado en 2005 por el Instituto Nacional de Estadística y Geografía (INEGI), el municipio de Xochihuehuetlán tiene una población total de 7,005 habitantes, de los cuales 3,147 eran hombres y 3,858 eran mujeres. A modo porcentual, el 44.9% de la población es de sexo masculino; el 37.0% de la población es menor de 15 años de edad, mientras que el 51.1 se encuentra entre los 15 y los 65 años de edad. A su vez, el 0.4% de la población de 5 y más años habla alguna lengua indígena.

### Localidades
En el censo de 2020 el municipio de Xochihuehuetlán contaba con 13 localidades.
| Código INEGI    | Localidad            | Población (2020) |
| --------------- | -------------------- | ---------------- |
| 120700001       | Xochihuehuetlán      | 5 421            |
| 120700003       | San Miguel Comitlipa | 937              |
| 120700002       | Cacalutla            | 499              |
| 120700006       | Xihuitlipa           | 483              |
| 120700005       | Tehuaxtitlán         | 204              |
| 120700004       | Huehuetecacingo      | 130              |
| 120700007       | Zoyatitlanapa        | 118              |
| 120700008       | Acazintla            | 37               |
| 120700014       | Xocotitla            | 13               |
| 120700023       | Cuchilla Larga       | 13               |
| 120700033       | Xaltipa              | 3                |
| 120700039       | Atempa del Río       | 3                |
| 120700027       | Tlacóyotl            | 1                |
| Total municipal | Total municipal      | 7 862            |

Cabecera municipal. Su nombre es Xochihuehuetlán y cuenta con 4,817 habitantes. Su principal actividad es la elaboración de petates y otros objetos de palma y la agricultura, cuenta también con huertas de mango.
En el municipio se cuenta con 14 localidades. Las más importantes son las siguientes:
San Miguel Comitlipa
Cuyo significado en náhuatl es Comitl-olla, vasija de barro, tli-particular eufónica y pa-en, traducido como "en la olla". Su actividad principal es la agricultura y ganadería en menor escala y cuenta con una población de 922 habitantes.
Cacalutla
Cuyo significado en náhuatl es cacalote-cuervo, tla-lugar, lo que sería "Lugar de Cuervos". Lugar de huertas de pitalla y productor en menor escala de maíz y cuenta con una población de 647 habitantes. 
Xihuitlipa
Cuyo significado en náhuatl es "En la Maleza", productor de chile, maíz y frijol; Su población es de 569 habitantes.
Tehuaxtitlán
Significa entre los guajes silvestres: Tetl-piedra, duro-silvestre, huaxin-guaje y titlan-entre: Tiene una población de 290 habitantes que casi todos se dedican a la agricultura.
Huehuetecacingo
Su escritura correcta es Huehuecatzinco, que significa "En el pequeño lugar donde se reúnen los ancianos" del Náhuatl huehu-viejo, teca-juntarse, reunirse, tzin-diminutivo y co-en. Su principal actividad es la agricultura y la ganadería, de ahí que se le llame "Lugar de ahuehuete, a donde existió la emanación de agua". Su población es de 199 habitantes.
Zoyatitlanapa
Que significa Zoyatl-palma, titlan-lugar, apan-agua, lo que sería "Pluma Cerca del Agua"; su principal actividad es la agricultura y ganadería y cuenta con una población de 101 habitantes.
| Localidad            | Población |
| -------------------- | --------- |
| Total Municipio      | 7,005     |
| Xochihuehuetlán      | 4,817     |
| San Miguel Comitlipa | 922       |
| Cacalutla            | 647       |
| Xihuitlipa           | 569       |
| Tehuaxtitlán         | 290       |
| huehuetecacingo      | 199       |
| Zoyatitlanapa        | 101       |

## Política y gobierno

### Administración municipal
El municipio fue creado en 1850, siendo uno de los 38 municipios que constituyeron el estado de Guerrero al haberse erigido un año antes.
El gobierno del municipio está conformado por un Ayuntamiento, un síndico procurador, y un cabildo formado por tres regidores por mayoría relativa y dos por representación proporcional, todos son electos mediante una planilla única para un periodo de tres años no renovables para el periodo inmediato, pero si de manera no continúa, las elecciones se celebran el primer domingo del mes de octubre y el ayuntamiento entra a ejercer su cargo el día 1 de diciembre del año de la elección.

### Representación legislativa
Para la elección de los Diputados locales al Congreso de Guerrero y de los Diputados federales a la Cámara de Diputados de México, Xochihuehuetlán se encuentra integrado en los siguientes distritos electorales:
Local:
- XXII Distrito Electoral Local de Guerrero con cabecera en la población de Huamuxtitlán.[17]

Federal:
- VI Distrito Electoral Federal de Guerrero con cabecera en la ciudad de Chilapa de Álvarez.[18]

### Cronología de presidentes municipales
| Presidente municipal           | Periodo   |
| ------------------------------ | --------- |
| Cresenciano Rivera             | 1966-1968 |
| Rutilio Robles Bravo           | 1968-1969 |
| Pedro Barrera Romero           | 1969-1971 |
| Isaías Ponciano García         | 1972-1974 |
| Gregorio Hernández Morales     | 1975-1977 |
| Elías Morales Martínez         | 1978-1980 |
| Sinecio Bravo Ortega           | 1981-1983 |
| Felipe Astudillo Dolores       | 1984-1986 |
| Damián Peralta Vargas          | 1987-1989 |
| Benito Rivera González         | 1990-1993 |
| Divino Juárez Luna             | 1993-1996 |
| Jesús Clara Morales            | 1996-1999 |
| Elías Mata García              | 1999-2002 |
| Claudio Rafael Morelos Estrada | 2002-2005 |
| Leonardo Ponce Mata            | 2005-2008 |
| Carlos Morelos Estrada         | 2009-2012 |
| Fermín Rivera Peña             | 2012-2015 |
| Carlos Rivera Medel            | 2015-2018 |
| Carlos Arriaga Ramos           | 2018-2021 |
| Rosembert Ponciano Venegas     | 2021-2024 |